# Radio- en televisietoren Turkmenistan
De radio- en televisietoren Turkmenistan (Turkmeens: Türkmenistan teleradio merkezi) werd gebouwd in 2011 en is 211 m hoog. Dit maakt dit wit-marmeren gebouw in Asjchabad het hoogste gebouw van Turkmenistan. Op 145 meter (29e verdieping) is een ronddraaiend restaurant.